# Cabinet Cyclopædia
Cabinet Cyclopaedia byla encyklopedie, vydávaná v letech 1829–1849. Jejím editorem byl Dionysius Lardner. Celkem vyšlo 133 svazků, které byly vydávány měsíčně.
Každý svazek obsahoval pouze jedno téma, např. historii Skotska, Polska, články o astronomii, optice, aritmetice, zvířatech, ...
Mezi autory, kteří přispěli do této encyklopedie, patřili Walter Scott (The History of Scotland, 2 svazky), John Herschel (A Preliminary Discourse for the Cabinet of Natural History, 1 svazek, A Treatise on Astronomy, 1 svazek), Dionysius Lardner (A Treatise on Mechanics, 1 sv., Hydrostatics, 1 sv., Treatise on Heat, 1 sv., Treatise on Arithmetic, 1 sv.), Robert Southey (Naval History of England, 4 sv.,  Lives of the Most Eminent Naval Commanders, 1 sv.).